# Абрамов, Владимир Евгеньевич
Владимир Евгеньевич Абрамов (род. 1939) — российский инженер, специалист в области радиолокации, лауреат Государственной премии СССР.

## Биография
После окончания Московского станкостроительного института (1961) работал в Радиотехническом институте имени Минца (РТИ). Начальник конструкторской бригады (1974), зам. начальника (1978—1991), начальник (1991—1997) НИО по конструированию аппаратуры, затем главный специалист.
Зам. главного конструктора РЛС «Дарьял», «Дарьял-У», «Дон-2Н».
С 1999 года на пенсии.

## Звания, награды
Лауреат Государственной премии СССР (1984). Заслуженный конструктор РФ (1997).